# Gargoyles – Auf den Schwingen der Gerechtigkeit
Gargoyles – Auf den Schwingen der Gerechtigkeit (Originaltitel Gargoyles) ist eine US-amerikanische Zeichentrickserie, die von 1993 bis 1997 von der Walt Disney Company produziert wurde. Sie handelt von den Abenteuern einer Gruppe schottischer Gargoyles (an mittelalterliche Wasserspeier angelehnte Figuren), Wesen, die am Tag zu Stein werden und sich nach 1000-jährigem Schlaf im modernen New York zurechtfinden müssen.

## Handlung

### Vorgeschichte
Im Schottland des Jahres 994 n. Chr. wird die Burg Wyvern, eine von Menschen und Gargoyles bewohnte Festung, von Wikingern belagert. Gargoyles sind mächtige, intelligente, geflügelte Geschöpfe, die als Clan organisiert leben und von Sonnenaufgang bis zur Dämmerung versteinern, was sie tagsüber wehrlos und verwundbar macht. Obwohl sie ehrbare Krieger sind, die die Menschen beschützen, werden sie von den meisten gefürchtet und verabscheut. Als der Angriff der Wikinger nur durch die Gargoyles vereitelt werden kann und die Burgbewohner, insbesondere Prinzessin Katharine, die Gargoyles dennoch nur verachten, schmiedet die Geliebte des Clanführers Goliath zusammen mit dem Hauptmann der Burgwache einen geheimen Plan, um die Menschen aus der Burg zu vertreiben. Der Plan sieht vor, den gesamten Clan auf eine falsche Fährte in die Wälder zu locken, während die Wikinger ungestört die Burg plündern und die Menschen gefangen nehmen oder töten können. Der Plan schlägt jedoch fehl, als nur Goliath und sein später als Hudson bekannter Vorgänger dieser Fährte folgen. Nun bei Tage, statt in der Nacht, nehmen die Wikinger die wehrlose Burg ein, und der Hauptmann der Wache kann seinen Schwur, die Gargoyles zu schützen, nicht halten. Die Wikinger zertrümmern die zurückgebliebenen Gargoyles, da ihnen die Beteiligung der Gefährtin Goliaths an diesem Plan verborgen blieb. Diese wusste jedoch von dem Massaker, da sie im Jahr 975 Besuch von ihrem Ebenbild aus dem Jahre 1995 erhalten hatte, und brachte sich daher außerhalb der Burg in Sicherheit. Als Goliath am Abend zurückkehrt, kann er nur noch drei junge Gargoyles, ein Gargoyle-Beast (eine Art Hund) und 36 Eier des noch nicht geschlüpften Nachwuchses auffinden, die in der Bruthöhle der Gargoyles den Wikingern verborgen geblieben sind. Seine Gefährtin wagt es nicht, ihm unter die Augen zu treten, und flieht unbemerkt.
Die verbliebenen sechs Gargoyles stellen den Wikingern nach, um sich zu rächen, und es gelingt Goliath, Prinzessin Katharine vor der Ermordung durch den Anführer der Wikinger zu bewahren. Dieser stürzt während eines Handgemenges mit dem Hauptmann in den Tod. Aufgrund des Durcheinanders im Kampf ist der Hofmagier, der Magus, der Ansicht, dass die Gargoyles Schuld am vermeintlichen Tod der Prinzessin hätten. Er verflucht fünf der Gargoyles mit Ausnahme des nicht anwesenden Goliath. Sie sollen versteinert bleiben, bis die Burg sich über die Wolken erhebt. Als er die Prinzessin in Sicherheit sieht, erkennt er seinen Fehler, kann aber den Fluch nicht wieder zurücknehmen. Goliath lässt sich freiwillig verfluchen, um gemeinsam mit seinem Clan wieder zu erwachen, sollte dies je geschehen. Goliaths Gefährtin (später bekannt als Demona) beobachtete bei ihrer Rückkehr, wie die Prinzessin und der Magus das Gelege fortschaffen, und glaubt an eine Entführung, sodass sie mit Gargoyles aus anderen Clans in einen Guerillakrieg gegen die Menschheit zieht.
Prinzessin Katharine, der Magus und das Kind Tom, welches zum Hüter des Geleges ernannt wurde, verwahren jedoch zur Wiedergutmachung die Eier und fliehen mit ihnen im Jahr 995 auf die in einer anderen Dimension liegenden Insel Avalon, Lord Oberons Insel und Herberge des schlafenden Königs Artus. Um auf diese Insel zu gelangen, müssen sie drei Hexen, die Wächter von Avalons Pforten, besiegen, und das Zauberbuch des Magus, das Grimorum Arcanorum, in der Welt der Menschen zurücklassen. Es wird dort von Toms Mutter Mary und Finella, der ehemaligen geliebten Katharines Cousins, verwahrt. Ein Zeitreisender Brooklyn aus dem Jahre 1997 bringt Mary und Finella zusammen von 997 mit dem Buch in die 1970er.
Der Hexenmeister, ein alter Erzfeind Burg Wyverns und der Gargoyles, erscheint mit seinem parallelen Ich aus dem Jahre 984 ebenfalls im Jahre 995 an Avalons Pforte und befreit die Hexen von dem Fluch des Magus. Als Gegenleistung fordert er von den Hexen die Folgschaft bei seinem Plan gegen Goliath und dessen Clan. Dazu benötigt sein paralleles Ebenbild aus der Vergangenheit drei magische Talismane, die jedoch unbedingt im Zeitenstrom verbleiben müssen, damit er sie gegenwärtig ebenfalls besitzt. Er bittet die drei Hexen, sich dem Schicksal von Goliaths ehemaliger Gefährtin und eines jungen Prinzen namens MacBeth zu widmen. Sie treffen sich dann in 1000 Jahren wieder, im Jahr 1995.
Im Jahr 1020 nehmen sich die drei Hexen des Schicksals der vom Hexenmeister Auserwählten an. Beide werden zu dieser Zeit von einem maskierten Mann namens Gillecomgain, genannt Nimrod, gejagt. Gillecomgain, der im Auftrag von MacBeths Cousin König Duncan stand und MacBeths Vater ermordete, wird von MacBeth und der älter gewordenen Demona besiegt, als Duncan seinen Söldner an MacBeth verraten hatte, indem er ihm die Identität des Nimrod offenbarte.
König Duncan, nun selbst in der Identität des Nimrod, erklärt MacBeth im Jahr 1040 unerwartet den Krieg. Doch dieser findet erneut Hilfe bei der künftigen Demona und ihrem Clan, als die drei Hexen erscheinen und die Allianz der beiden auf ewig vollenden. In einem Zauber geben sie der inzwischen zu einer Greisin gewordenen Demona die Jugend von Macbeth und ihm ihr Alter, aber auch die Kraft eines Gargoyles, und schmieden so ein unsterbliches Zauberband zwischen den beiden Personen. In der siegreichen Schlacht gegen Duncan erkennen beide den Zusammenhang zwischen ihrem Feind Duncan, Gillecomgain und Nimrod. Duncans Sohn Canmore wird nach England verbannt, da MacBeth sich weigert, ein Kind zu erschlagen. Die nun wieder junge Demona schließt sich auf Dauer MacBeths Clan auf Burg Moray an und lebt viele Jahre in dessen Mitte, während sich der Bestand der Gargoyles erholt. MacBeth gibt ihr den Namen „Demona“. Im Jahr 1057 wird der Clan Moray von dem nun erwachsenen Canmore in der Rolle des Nimrod und den Engländern angegriffen. Es kommt zu einem Missverständnis, das das Bündnis zwischen MacBeth und Demona zerstört. Der Clan von Moray sowie die Gargoyles werden ausgelöscht.
Nach der verlorenen Schlacht erkennen Demona und MacBeth ihre Unsterblichkeit und werfen sich gegenseitigen Verrat vor. MacBeth und Demona jagen sich durch die Jahrhunderte, ebenso wird sie von Canmore weiterhin gejagt, als dieser von ihrem Überleben erfährt. Da Canmore diese sich selbst auferlegte Bürde zu seiner eigenen Lebenszeit nicht erfüllen kann, wird diese Blutfehde von Vater zu Sohn all die Jahre weitervererbt.

### Staffel eins
Im Jahr 1994 lässt der Großindustrielle David Xanatos Burg Wyvern zusammen mit den Gargoyles auf die Spitze seines Wolkenkratzers in New York City versetzen. Der Fluch ist nach 1000 Jahren gebrochen und die Gargoyles erwachen zum Leben. Xanatos ist im Besitz des Talismanes „Grimorum Arcanorum“, das die Geschichte der Gargoyles enthält. Der Clan ist Xanatos dankbar, doch auch entsetzt, als sie von ihm erfahren, dass sie die letzten ihrer Art sind. In diesem Moment wird die Burg von fremden Kämpfern angegriffen. Nach einem hektischen Gefecht gegen moderne Waffen, denen die Gargoyles nicht gewachsen sind, können die Angreifer mit einem Koffer in einem Hubschrauber entkommen.
Der Kampf hat die New Yorker Polizistin Elisa Maza auf den Plan gebracht, welche während ihrer Ermittlungen auf der Burg den Gargoyles begegnet. Sie freundet sich mit dem Clan an, zeigt Goliath die Stadt und sorgt indirekt dafür, dass sich die anderen Mitglieder des Clans ebenfalls Namen zulegen.
Demona, die zusammen mit Xanatos viele Jahre lang den Plan ersonnen hat, Goliath für ihre Zwecke zu benutzen, taucht auf. Sie erzählt ihren früheren Gefährten, dass sie sich ebenfalls hat versteinern lassen, als „Statue“ vor einigen Jahren an Xanatos verkauft wurde und dieser durch sie auf das Geheimnis der Gargoyles gestoßen war. Xanatos berichtet nun, dass er in der Nacht des Erwachens bestohlen worden sei und erklärt den Gargoyles, wer es war und wo sich seine gestohlenen Disketten nun befinden. Zusammen mit seiner Gefährtin und aus Dankbarkeit ist Goliath gewillt, Xanatos zu helfen.
Goliath, der sich wieder mit Elisa trifft, erfährt von ihr, dass Xanatos ihn und seinen Clan benutzt hat, um die Daten zu stehlen. Xanatos hat die gestohlenen Daten genutzt, um damit eine Armee von Kampfrobotern, „Der Stählerne Clan“ genannt, zu aktivieren. Um diese zu testen, greift er den Clan an. Die Gargoyles besiegen die Roboter jedoch sowie Xanatos und Demona. In seiner Wut will Goliath Xanatos töten, doch Elisa und auch Hudson hindern ihn daran. Xanatos wird verhaftet.
Elisa erklärt Goliath, dass Xanatos nur für sechs Monate wegen Diebstahls im Gefängnis sitzt, doch Goliath versteht dies nicht. In seinem Weltbild hat er Xanatos besiegt und die Burg als sein Eigentum erkämpft. Goliath wird von einem programmierten „Stahlclan“-Roboter angegriffen, welcher aber kurzerhand ausgeschaltet wird. Auf diese Weise erhält Xanatos’ neuer Verbündeter Dr. Sevarius Goliaths DNS. Aus dem Gefängnis heraus organisiert Xanatos ein Kämpferteam, genannt „The Pack“, welches die Gargoyles überwältigen soll. Doch „The Pack“ scheitert und das Team wird verhaftet.
Der unsterbliche MacBeth kontaktiert Xanatos im Gefängnis und bietet sich an, die Gargoyles aus der Burg zu vertreiben. Xanatos willigt ein, doch nachdem MacBeth Goliath seine Gründe darlegt, dass er nur auf der Suche nach Demona sei, lässt er von seinen Angriffen auf die Gargoyles ab. Infolgedessen verlässt der Clan die Burg und zieht in einen Glockenturm über dem Polizeirevier. Hudson nimmt das „Grimorum Arcanorum“ an sich. Xanatos und Demona versuchen daraufhin auf unterschiedlichste Weise, Goliath zu besiegen, wobei Xanatos ihn lebend haben möchte und Demona ihn töten will.
Da Demona wie auch Xanatos jeweils auf ihre Art gescheitert sind, Goliath und seinen Clan zu besiegen, erschaffen sie eine Kombination aus Magie und Technik: Coldstone. Doch die Maschine, halb Android, halb Gargoyle enthält die Seelen dreier verstorbener Gargoyles und widersetzt sich Demonas Befehlen.

### Staffel zwei
Xanatos neuste Waffe, ein Android seiner selbst, befreit „The Pack“ aus dem Gefängnis. Dies dient jedoch primär nicht dazu, die Gargoyles anzugreifen, viel eher, um Fuchs auf Bewährung aus dem Gefängnis zu entlassen, da er mit ihr eine Beziehung pflegt. Die Gargoyles greift er derweilen über Derek an, indem er ihm ein von Dr. Sevarius hergestelltes Mutagen injizieren lässt, dass ihn in einen Panther-Mensch-Hybriden mutieren lässt. Sevarius täuscht seinen Tod vor, damit Derek und die anderen Mutanten sich an Xanatos binden, da dieser angeblich ein Heilmittel finden kann.
Xanatos und Fuchs heiraten, Goliath und Demona sind als Trauzeugen geladen. Doch die Feier soll Goliath und Demona zusammenführen, denn beide hatten im Jahre 984 ein magisches Amulett, genannt „Das Phönixtor“, wie Ringe miteinander geteilt. Demona entreißt es ihm und fügt die beiden Teile nun wieder aneinander. Sie möchte in die Vergangenheit, um das Massaker im Jahr 994 zu verhindern, indem sie sich selbst dazu zu bringen versucht, bis 994 die Menschen selbst aus der Burg zu vertreiben und gegen die Menschen zu Felde zieht. Auf dieser Reise legt Xanatos als Mitglied der Illuminati den Grundstein seines künftigen Imperiums. Doch Demona muss erkennen, dass sich die Geschichte nicht verändern lässt, da Geschehenes bereits geschehen ist. Goliath verwahrt das Phönixtor, damit niemand mehr damit Schaden anrichten kann.
Auf dem Grund des Hudson Rivers aktiviert sich Coldstones Notstromsystem. Ferngesteuert von Xanatos dringt er in ein Labor des Geheimdienstes ein, um wertvolle Daten zu stehlen. Stattdessen lädt er jedoch ein Computervirus herunter, welches die Seele von Othello sowie die Seelen seiner Gefährtin Desdemona und die seines listenreichen Clanbruders Iago erweckt. Es gelingt Coldstone mit Hilfe von Lexington und Goliath, das Virus einzudämmen. Coldstone bleibt deaktiviert, während im Inneren die drei Seelen miteinander kämpfen.
Demona stiehlt den Spiegel Titanias, der Gemahlin Oberons. Durch diesen Spiegel ruft sie den Elfen Puck und fordert die Vernichtung der Menschen. Puck kann ihr diesen Wunsch nicht erfüllen, sucht nach ihren wahren Wünschen und entdeckt ihre Liebe zu Goliath. Daraufhin wünscht sich Demona die Vernichtung des Menschen Elisa. Elisa wird in einen Gargoyle verwandelt und in dieser Nacht entdecken Goliath und Elisa Gefühle füreinander. Nach dem Fehlschlag schickt Demona Puck fort, dieser jedoch verflucht sie, dass sie sich nun beim Aufgang der Sonne in einen Menschen verwandelt.
Xanatos schenkt Fuchs das „Auge von Odin“, welche daraufhin eine körperverzehrende Verwandlung in einen Werwolf durchmacht. Wer auch immer das Auge anlegt, wird zu einem mächtigen Wesen, das die wahre Seelenstärke hervorbringt. Xanatos bittet Goliath ihm zu helfen, Fuchs zu retten, bevor sie aufgrund der Veränderungen stirbt. Goliath stimmt dem zu, denn der Gedanke, dass ein Mann wie Xanatos Liebe empfinden kann, weckt in ihm Hoffnung. Dennoch verwahrt er das „Auge von Odin“ wie schon das „Phönixtor“, um weiteren Schaden zu unterbinden.
Demona hat einen neuen Plan ersonnen, die Menschheit zu vernichten: Sie belügt Xanatos, um ihn zu benutzen. Mit einem Zauber, der angeblich unsterblich macht, lässt sie über den Fernseher alle Menschen während der Nacht versteinern. Auf diese Art rächt sie sich für das Massaker an ihrem Clan. Xanatos und der Gargoyleclan arbeiten ein weiteres Mal zusammen, Demona zu stoppen. Ebenso tritt Mac Beth wieder auf, der ihre Sendung im Fernsehen beobachten konnte. Die drei Hexen, die noch immer das Schicksal Demonas und MacBeths lenken, helfen Goliath und Xanatos auf indirekte Weise. Sie nehmen die beiden zu sich.
Unter dem Einfluss der Hexen stehlen Mac Beth und Demona Coldstone, das „Auge von Odin“, das „Phönixtor“ sowie das „Grimorum Arcanorum“. Goliath und sein Clan sind so sehr damit beschäftigt, Coldstone zu retten, dass sie das Verschwinden der drei magischen Talismane nicht bemerken. Dank Demona erwacht Coldstone erneut und ist nun Herr über seinen Körper. Er möchte dem Clan wieder beitreten, sobald er inneren Frieden gefunden hat.
Fuchs ist schwanger und Elisas Partner Matt Bluestone lernt die Gargoyles kennen. Sogleich braucht er auch Goliaths Hilfe.
Matts ehemaliger FBI Kollege und Mitglied der Illuminati Martin Hacker führt Matt Bluestone auf die Fährte der Illuminati, um auf diese Art ein ungeliebtes Illuminatimitglied aus dem Weg zu räumen. Matt spielt mit und verdient sich so einen Platz in den Reihen der Illuminati. Martin Hacker ist darüber Informiert, dass Matt diesen „Auftrag“ nur mit Goliaths Hilfe durchführen konnte.
Sevarius’ und Xanatos’ neueste Schöpfung, Thailog – ein Klon von Goliath – entwickelt stark eigensinnige Ideen. So lässt er sich von Sevarius entführen und führt selbst Xanatos an der Nase herum und erpresst 20 Millionen Dollar. Goliath und Elisa, die Thailog gesehen haben, gehen der Sache nach und bringen sich in höchste Gefahr. Allerdings können beide sich, Sevarius und Xanatos das Leben retten. Thailog allerdings täuscht erfolgreich für alle anwesenden seinen Tod vor.
Der Xanatosandroide, welcher sich Coyote nennt, stattet „The Pack“ mit technischen sowie genetischen Aufwertungen aus, womit sie gegen die Gargoyles künftig bestehen können. Doch auch dies genügt nicht, gegen den gesamten Clan zu bestehen. Das Packteam, bereits ohne Fuchs in ihren Reihen, zerfällt.
Elisa leidet sehr unter der Verwandlung von Derek und Klaue, der noch immer zu Xanatos steht. Die Mutanten sind zu Xanatos zurückgekehrt, doch geben sie Goliath die Schuld an ihrem Zustand. Goliath entführt Dr. Sevarius und zwingt ihn, ein Heilmittel zu entwickeln, doch das dient ganz und gar nicht Xanatos Interessen und er offenbart sich. Der Mutantenclan und die Gargoyles begraben das Kriegsbeil, als Klaue nun erfährt, dass Xanatos tatsächlich hinter all dem steckt.
Xanatos‘ Traum von der Unsterblichkeit nimmt neue Formen an: Er will einen alten Zauber ausprobieren, wofür er die Haut eines Gargoyles benötigt. Dazu lässt er Hudson entführen. Doch der Zauber, der so alt wie Gestein machen soll, hat einen Haken: Er versteinert. Owen, Xanatos’ Assistent, verliert auf diese Art seine linke Hand, welche von nun an versteinert ist.
Im Frühling 1995 landet ein Ritter mitten in Manhattan. Er wird verhaftet und erklärt, er suche Goliath. Elisa bringt die beiden zusammen. Es stellt sich heraus, dass es Tom ist – 40 Jahre älter. Er ist sehr in Eile, da der Hexenmeister die Eier angreift. Goliath, Elisa und Bronx werden von Tom nach Avalon gebracht, wo sie sogleich mit dem Hexenmeister Bekanntschaft machen. In der Avalondimension vergeht die Zeit anders; vergeht hier eine Stunde, ist auf der Erde bereits ein ganzer Tag vergangen. Die 36 Eier sind geschlüpft, und Goliath lernt seine Kinder kennen. Gemeinsam besiegen sie den Hexenmeister, welcher Demona und MacBeth an seiner Seite hat. Die im Kampf unerfahrenen Gargoylekinder haben König Arthus an ihrer Seite. Der Kampf kann gewonnen werden, das Grimorum Arcanorum ist vernichtet und Goliath nimmt wieder das „Auge von Odin“ sowie das „Phönixtor“ an sich. Die Reise nach Hause ist allerdings nicht so einfach wie gedacht.
Mehrere Wochen sind die drei mit Goliaths Tochter Angela quer in der Welt unterwegs, lernen Gargoyles in London, Japan und Guatemala kennen. Sie treffen Thailog und Demona in Paris: Thailog plante, dass Mac Beth und Demona, welche zuvor geheiratet hatten, sich gegenseitig töten, womit derer beider Vermögen an ihn übergeht, da er Teilhaber an Demonas Firma „Nightstone Unlimited“ ist, welches sie als Mensch Dominique Destine leitet. Goliath vergibt dem Geist des Hauptmanns seinen Verrat, trifft Odin, der sein Auge zurückfordert, und wirft das „Phönixtor“ führerlos in den Zeitenstrom, wo es niemand mehr erreichen kann und somit keinen Schaden mehr anrichtet. Als die vier Manhattan wieder erreichen, ist die Freude auf allen Seiten groß, aber kurz. Oberon fordert Xanatos’ Sohn, da dessen Mutter Fuchs die Tochter seiner Gemahlin Titania ist. Titania bittet Goliath während des Kampfes, den jungen Alexander Xanatos zu schützen. Stattdessen stellt sich Goliath mit Hilfe seines Clans auf dessen Seite und bekämpft mit ihm Oberon. Owen, der sich als „Puck“ entpuppt, stellt sich ebenso seinem Herrscher, welcher sich letztendlich geschlagen gibt. Puck wird von Avalon für immer verbannt, Alexander darf bei seinen Eltern bleiben und soll dort von Puck ausgebildet werden. Xanatos empfindet den Gargoyles gegenüber eine große Schuld und tiefe Dankbarkeit.
Demona war derweilen nicht untätig und hat mit Thailog DNS aller Gargoyles gesammelt, um den ersten Klon-Clan zu schaffen. Die geklonten Gargoyles sind jedoch mental primitiv gehalten und dressiert wie Tiere, um ihre Loyalität zu sichern. Thailog möchte nun die „Originale“ töten und bei Angela anfangen, doch dort schlägt Demonas Mutterinstinkt an. Sie greift Thailog an und rettet Goliaths Clan.
Xanatos, noch immer Goliath sehr dankbar, hat eine Idee: Er fängt Coldstone ein, baut zwei Gargoyleroboter in Gestalt von Iago und Desdemona und versucht, die drei Seelen aus einem Körper zu trennen und in die anderen beiden zu transferieren. Owen alias Puck übernimmt im Rahmen der Ausbildung für Alexander diese Aufgabe. Coldsteel alias Iago und Coldfire alias Desdemona erwachen in einen eigenen Körper. Coldstone und Coldfire versprechen sich dem Clan anzuschließen, wenn sie Coldsteel vernichtet haben. Broadway und Angela finden zueinander.
Drei Fremde tauchen unter Pseudonamen auf: Robyn Canmore als Robyn Correy, welche sich in Demonas unternehmen „Nightstone Unlimited“ bewirbt. Jason Canmore als Jason Conover, Elisas neuer Partner in der Tagesschicht und ein Reporter namens Jon Canmore als Jon Carter. Die drei Geschwister sind die letzten der Canmores und führen die Blutfehde ihres Vaters Charles Canmore fort, welcher 1980 im Kampf gegen Demona gefallen ist. Es gelingt ihnen, Angela fast zu töten und die Gargoyles aus ihrem Glockenturm zu bomben. Demona und der Manhattanclan arbeiten zusammen, um gegen die „Jäger“ zu bestehen. Nebenbei ist Demona dabei, einen 500 Jahre andauernden Plan auszuführen, der alle Menschen auf der Erde vernichtet und einzig Tiere und Gargoyles am Leben lässt. Goliath kann dies in letzter Sekunde verhindern und wäscht den „Ruf eines Gargoyles“ bei Robyn und Jason auf diese Art rein. Matt Bluestone kann die Armee, Polizei und die wütende Bevölkerung davon abhalten, die Gargoyles zur Strecke zu bringen. Am Ende ist es Xanatos, der die Gargoyles rettet und ihnen in ihrer angestammten Burg ein Zuhause bietet.

### Comic-Fortsetzung
Jon Canmore kehrt als John Castaway, Mitglied der Illuminati, zurück nach New York und gründet die Organisation „Steinhauer“ (engl. Quarrymen) um die Gargoyles zu vernichten.
Matt und Elisa sind Leiter der „Gargoyles Taskforce“ und sollen Konflikte zwischen den Menschen und Gargoyles unterbinden sowie Panik vermeiden. Martin Hacker tritt an Matt heran und sagt ihm, dass die Menschheit noch nicht bereit ist für eine Interspeziesgesellschaft, aber dass die Illuminati ihn unterstützten werden. In derselben Nacht besucht er Xanatos und erklärt ihm, dass die Menschen unbedingt über die Gargoyles aufgeklärt werden müssen. Xanatos hat einen neuen Plan erdacht, dies zu bewerkstelligen. Phase eins ist ein Maskenball, zu dem auch die Gargoyles geladen sind. Martin Hacker besucht nun John Castaway, der wie Xanatos und Matt Mitglied der Illuminati ist. Er bestärkt Castaway in seinen Treiben, die Gargoyles auszulöschen.
Thailog platzt bei den Mutanten herein und fordert seine Klone zurück. Doch bis auf Brentwood (dt. Pasadina) will ihm keiner Folgen. Er sammelt während eines Kampfes auf Burg Wyvern Blutproben von allen Gargoyles des Manhattanclans. Goliath wird so schwer verwundet, dass ein Notarzt sein Leben nur knapp retten kann. Während Thailog die neuen Blutproben Sevarius übergibt, erhält er Besuch von einem hohen Mitglied der Illuminati. Auch Thailog ist ein Mitglied.
Mac Beth möchte den „Stone of Destiny“ aus einem Museum in England wieder nach Schottland bringen. Er bittet die Gargoyles um Hilfe. Einzig Hudson und Lexington begleiten ihn und lernen dort die restlichen Mitglieder des Londoner Clans „Knight's Spur“ kennen. Coldsteel, Coyote 5.0 und einige Steelclanroboter greifen im Auftrag von Xanatos, welcher wiederum im Auftrag der Illuminati handelt, den Londoner Clan an. Sie erhalten allerdings bald darauf Hilfe von Coldstone und Coldfire, die Coyote 5.0 vernichten, während Coldsteel in der Themse flüchtet. Dieser Angriff diente dabei als Ablenkung, um den „Stone of Destiny“ durch ein Imitat auszutauschen. Coldstone und Coldfire wurden dann von Hudson überredet, sich dem Manhattan Clan anzuschließen.
Brooklyn begann Anfang 1997 sein TimeDancer-Abenteuer, bei dem das Phönixtor, das Goliath in den Zeitenstrom weggeworfen hat, vor ihm auftauchte und ihn 40 Jahre durch die Zeit reisen ließ, während es die anderen nur 40 Sekunden gewesen sind. Er kam zurück mit seinem Gargoyle-Beast Fu-Dog, das davor ein Teil des Xanadu Clans war, wie auch mit seiner Gefährtin Katana aus dem Ishimura Clan und ihrem gemeinsamen Sohn Nashville und dem Ei, dass sie Egwardo nannten. Gemeinsam schlossen sie sich dem Clan an. Am Ende bricht der ganze Clan auf, um die ausgebrochenen Pack-Mitglieder Wolf, Schakal und Hyäne zu bekämpfen.

### Staffel drei
Die dritte Staffel der Serie Gargoyles verfolgt keine zusammenhängende Handlung und besteht aus 13 Einzelepisoden, welche auch keine Charakterentwicklung enthält. Es kommt zu einem Wiedersehen mit alten Feinden, wie Demona, Proteus, den Klonen und Thailog sowie Sevarius und den Steinhauern.
Jede Episode wird aus der Sicht Goliaths eingeleitet, der das Verhalten der Menschen anmahnt. In der letzten Episode planen die Steinhauer eine rücksichtslose Aktion und sind bereit, Hunderte von Menschen zu töten, um zwei Gargoyles zu vernichten. Goliath und der Clan retten die Menschen, obwohl sie ihre Freunde bereits befreit haben. Dies ändert das Bild der Gargoyles bei den Menschen und sie akzeptieren sie als Helden in ihrer Mitte.

## Figuren
| Figur                  | Originalsprecher     | Deutscher Sprecher          |
| ---------------------- | -------------------- | --------------------------- |
| Goliath / Thailog      | Keith David          | Thomas Fritsch              |
| Elisa Maza             | Salli Richardson     | Ghadah Al-Akel              |
| David Xanatos          | Jonathan Frakes      | Michael Christian           |
| Hudson                 | Ed Asner             | Horst Kempe                 |
| Broadway               | Bill Fagerbakke      | Andreas Conrad              |
| Lexington              | Thom Adcox-Hernandez | Asad Schwarz                |
| Brooklyn               | Jeff Bennett         | Uwe Büschken                |
| Demona                 | Marina Sirtis        | Katharina Koschny           |
| Angela                 | Brigitte Bako        | Irina von Bentheim          |
| MacBeth                | John Rhys-Davies     | Roland Hemmo                |
| Jeanine Renard (Fuchs) | Laura San Giacomo    | Franziska Pigulla           |
| Titania                | Kate Mulgrew         | Inken Sommer Martina Treger |
| Othello/Coldstone      | Michael Dorn         | Jan Spitzer                 |
| Puck                   | Brent Spiner         | Mario von Jascheroff        |
| Owen Burnett           | Jeff Bennett         | Gerald Paradies             |
| Matt Bluestone         | Thomas F. Wilson     | David Nathan                |

### Hauptfiguren
Die Gargoyles besitzen normalerweise keine Namen. In dem Werk von Greg Weisman wird jedoch mehrmals darauf hingewiesen, dass sie die Sitte des Namentragens von den Menschen übernahmen, damit diese sie unterscheiden konnten.
Goliath
Er ist der ehrenhafte, intelligente aber auch etwas naive Anführer der Gargoyles, dessen Name sich von dem Riesen Goliath ableitet. Seine Ehre und Loyalität seinem Clan gegenüber sind seine größten Stärken, aber zugleich auch seine größten Schwächen. Die Eheliche Beziehung zu seiner Stellvertreterin, die zukünftige Demona, zerbrach jedoch infolge der Ereignisse.
Den Menschen bringt er kein Vertrauen entgegen, hält aber an dem Ziel fest, dass es möglich sein muss ein gemeinsames Verständnis zwischen Menschen und Gargoyles aufzubauen. Sehr traditionsbewusst eingestellt hat Goliath Probleme sich der modernen Welt anzupassen, was in der Beziehung zu Elisa Maza immer wieder deutlich wird. Als erster Mensch, mit dem er Kontakt aufnahm, bildete sich zwischen beiden eine respektvolle Freundschaft. Mit der Zeit verfestigt sich diese Beziehung bis beide nach vielen gemeinsamen Abenteuern ihre Liebe zueinander realisieren.
Elisa Maza
Eine junge New Yorker Polizistin, Tochter eines indianischen Vaters und einer afrikanischen Mutter
David Xanatos
Mächtiger Industriemogul, der die Gargoyles für seine Zwecke nach New York holt
Hudson
Ältester Gargoyle des Clans, übergab die Führerschaft des Clans an Goliath, da er sich der Aufgabe nicht mehr gewachsen sah. Sein Name leitet sich ab vom Hudson River in New York City. Er hat verschiedenfarbige Augen und ist der einzige der Gargoyles, stets ein Schwert als Waffe bei sich trägt.
Broadway
Der leicht übergewichtige und stets hungrige Jüngling mit der gutmütigen Seele. Benannt nach der berühmten Straße in Manhattan.
Lexington
Ein junges Genie mit Leidenschaft für Computer und Technik. Sein Name ist abgeleitet von der Lexington Avenue. Seine Flügel sind ähnlich einer Fledermaus mit den Armen verbundene Flughäute.
Brooklyn
Der nach eigener Vorstellung stets coole Draufgänger und Stellvertreter Goliaths. Benannt nach dem New Yorker Stadtteil Brooklyn.
Demona
Goliaths menschenverachtende Ex-Gefährtin, Mutter von Angela und später größte Gegenspielerin der Gargoyles. Sie hat den Wunsch tagsüber nicht mehr zu versteinern, und damit nicht mehr wehrlos zu sein. Puck erfüllt ihr diesen Wunsch, sodass sie sich tagsüber in einen Menschen verwandelt. Allerdings bereiten ihr diese Verwandlungen immer große Schmerzen.
Angela
Die etwas naive, auf Avalon geschlüpfte Tochter von Goliath und Demona
Bronx
Ein Gargoyles-Beast, eine Art Gargoyle-Hund mit enormer Körperkraft. Gleich Brooklyn wurde er nach dem gleichnamigen Stadtteil New Yorks getauft.

### Nebenfiguren
The Pack
Eine Truppe von Kampfsportlern, die Jagd auf den Clan macht, Mitglieder sind Fuchs (bürgerlicher Name: Jeanine Renard), Wolf, Schakal, seine Schwester Hyäne und Dingo. Einige Mitglieder von „The Pack“ werden später verhaftet, verbringen einige Zeit im Gefängnis und lassen sich später von Xanatos in verschiedene Monster verwandeln. Wolf lässt sich in eine Kreuzung aus Wolf und Mensch verwandeln, Hyäne und Schakal werden Cyborgs und Dingo bekommt einen Cyberanzug. Diese Neuen „The Pack“ werden von einem Xanatos-Roboter Names Kojote angeführt. Außerdem heiratet Xanatos Fuchs nach deren Freilassung aus dem Gefängnis.
MacBeth
Ein ehemaliger schottischer König. Er trat zunächst als Feind der Gargoyles auf, wandelt sich aber mehr und mehr zu ihrem Verbündeten. Einer seiner Decknamen ist Lennox MacDuff, dieser setzt sich aus den Namen zweier Figuren aus Shakespeares Macbeth zusammen. Er war es, der Demona ihren Namen gab. Beide waren lange Zeit Verbündete, bis Demona ihn verriet. Zuvor gingen sie miteinander eine Pakt ein, der von den drei Schwestern (drei Hexen) magisch besiegelt wurde. MacBeth tauschte seine Jugend  dafür, dass Demona wieder verjüngt wurde und mehr Kraft für die Verteidigung ihres Clans hatte. Dafür sollte Demona MacBeth bei der Bekämpfung seiner Feinde behilflich sein und wurde sogar zu dessen Beraterin. Zudem erhielten beide ein langes Leben ohne zu altern. Nach dem Kampf in Avalon, bei dem der Hexenmeister endgültig besiegt wurde, gerieten die drei Schwestern in Gefangenschaft des Galogyle Clans. Als Gegenleistung für ihre Freilassung lösten sie schließlich den Pakt zwischen Demnoa und MacBeth, die sie auch beide für ihre Zwecke instrumentalisieren wollten, wieder auf.
Coldstone
Er ist ein Cyborg, der mittels Xanatos' Technik, eines Zaubers aus dem Grimorum Arkanorum und Leichenteilen von Othello, Desdemona und Iago geschaffen wurde. In seinem Körper kämpfen drei Seelen, die von Othello, seiner Gefährtin Desdemona und die des hinterhältigen Iago um die Herrschaft über den Körper. Später werden die Seelen von Desdemona und Othello in zwei Roboter transformiert die nun die Namen Coldsteel und Coldfire tragen.
Derek Maza
Elisas jüngerer Bruder, der von Xanatos vom Polizeidienst abgeworben wird, um bei ihm als Leibwächter und Pilot zu arbeiten. Er wird jedoch von Xanatos betrogen und durch genetische Mutation in ein Gargoyle-ähnliches Wesen verwandelt. Er nennt sich von nun an Klaue.
Dr. Anton Sevarius
Ein skrupelloser Wissenschaftler, der unter anderem für die Mutation von Derek Maza verantwortlich ist. Ein weiteres seiner Projekte ist die Züchtung der Gargoyle-Klone.
Thailog
Er ist ein von Sevarius geschaffener Klon Goliaths, der allerdings böse ist. Beginnt später eine Beziehung mit Demona und lässt sich mit ihr von Sevarius einen eigenen Clan klonen.
Klon-Clan
Thailogs Clan, bestehend aus Burbank (Klon von Hudson), Hollywood (Klon von Broadway), Malibu (Klon von Brooklyn) und Pasadina (eig. Brentwood, Klon von Lexington). Zum Clan gehört außerdem Delilah, die aus dem Erbmaterial von Elisa Maza und Demona geschaffen wurde.
Der Hexenmeister
Ein böser Zauberer, der das Auge von Odin, das Grimorum Arkanorum und das Phönixtor stiehlt und insbesondere Goliath nach Avalon lockt und dort angreifen bzw. besiegen möchte. Zuvor hat er sich mit Hilfe der drei Schwestern und seiner Fähigkeit durch die Zeit zu reisen und das Auge von Odin, das Phönixtor zu eigen gemacht und das Grimorum Arkanorum verschlungen, sodass es ein Teil von ihm geworden und er somit ein mächtiger und scheinbar unbesiegbarer Zauberer ist. Als ihm Goliath beim Kampf in Avalon das Auge von Odin entreißen kann, kann er die Macht das Grimorum Arkanorum nicht mehr kontrollieren und verbrennt durch ein sich entzündendes magisches Feuer.
König Arthus
Ein mystischer König, der bis zum Angriff des Hexenmeisters auf Avalon ruht.
Nimrod
Gargoyles-Jäger, nachdem er von Demona im Jahre 994 im Gesicht mit drei Narben verletzt wurde. Seine Nachfahren (und MacBeth) waren Gargoyles-Jäger mit einer Maske mit drei roten Streifen über dem Gesicht. Die letzten Jäger waren Robyn, Jason und Jon Canmore.
John Castaway
Einzig Jon Canmore beendete nicht wie seine Geschwister die Jagd auf Gargoyles und übt die Blutrache seiner Vorfahren als Gründer der Steinhauer weiter aus.
Oberon
Das Oberhaupt der mystischen Dritten Rasse und mächtigster Bewohner des Gargoyles-Universums. Von tiefer Überheblichkeit gegenüber allen Sterblichen erfüllt, gerät er immer wieder mit ihnen in Konflikt.
Titania
Die Gattin Oberons und Mutter von David Xanatos' Frau Fox. Sie respektiert die Sterblichen mehr als ihr Gefährte, strickt aber dennoch zahlreiche Intrigen.